# 美保海軍航空隊

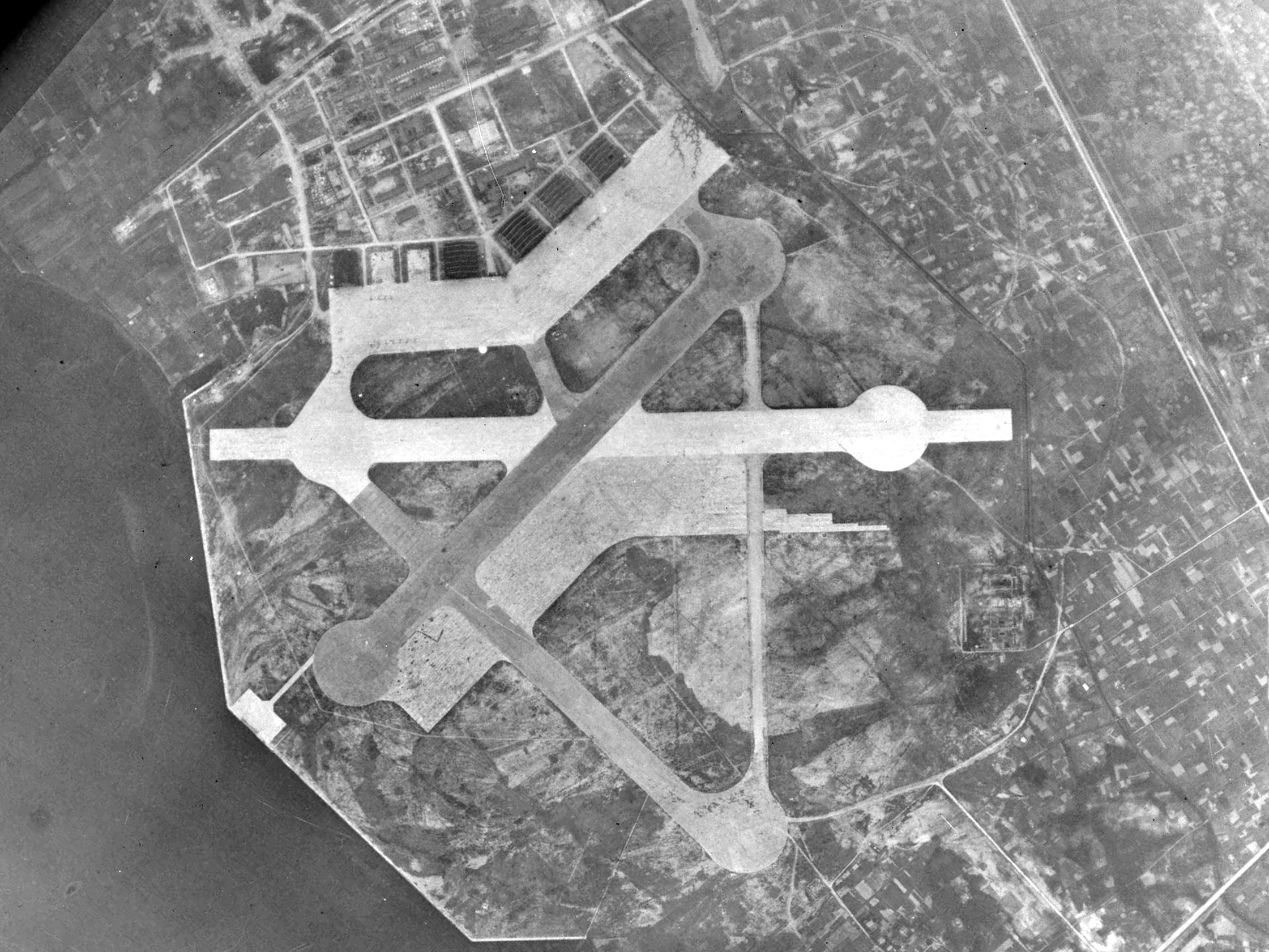
美保飛行場の空中写真（1947年）。現在の米子空港。
写真の滑走路は、現在では全て付け替えられている。

美保海軍航空隊（みほかいぐんこうくうたい）は、日本海軍の部隊・教育機関の一つ。鳥取県西伯郡中浜村（現・境港市）に所在した。

## 概要
30000人もの大量の志願者を募った予科練甲飛第13期の生徒を教育するため増設された予科練教育航空隊である。美保飛行場は昭和14年秋から造成が始まったが、昭和17年頃までは工事が進捗しなかった。予科練航空隊増設を機に、呉海兵団を投入して突貫工事を進めたが、開隊までには完工にいたらず、入隊したばかりの甲飛13期生も残工事に借り出された。当初は練習機を備えて機上練習も可能だったが、昭和19年1月に初歩練習隊として第二美保海軍航空隊（だい2みほかいぐんこうくうたい）として独立した。第二美保空は昭和20年2月11日をもって奈良県の柳本飛行場に移転し、「大和海軍航空隊（やまとかいぐんこうくうたい）」となる。本稿では、第一・第二美保空に加え、転出後の大和空も併記する。

## 第一美保海軍航空隊
甲飛第13期は空前の30000人規模の募集を図った。これを収容するため、海軍は3個教育航空隊を増設する。美保空・松山海軍航空隊・三重海軍航空隊奈良分遣隊である。比較的整備された美保飛行場を活かすべく、若干の機上練習機を投入し、航空術訓練に充当した。
- 1943年（昭和18年）
  - 10月1日 - 美保を原隊とする第三八一海軍航空隊が開隊
  - 10月5日 - 甲飛第13期入隊（19年7月25日卒業）
- 1944年（昭和19年）
  - 4月6日 - 甲飛第14期入隊（10月31日卒業延期）
  - 9月8日 - 小松海軍航空隊開隊にともない、14期の一部転出
  - 9月20日 - 甲飛第15期前期入隊
  - 10月20日 - 甲飛第15期生後期入隊
  - 12月2日 - 15期前期の一部、小松空へ転出
- 1945年（昭和20年）
  - 3月1日 - 第十九連合航空隊解隊。二十三連合航空隊に転籍
  - 3月3日 - 14期・15期転出（美保飛行場拡張・新川基地建設など）
  - 4月5日 - 甲飛第16期入隊
  - 5月29日 - 14期第一次特攻隊員、蛟龍訓練のため柳井潜水学校へ転出
  - 6月13日 - 14期第二次特攻要員、秋水訓練のため三重海軍航空隊へ転出
  - 6月14日 - 16期退隊
  - 6月20日 - 14期第三次特攻要員、佐伯防備隊へ転出
  - 6月23日 - 14期残留隊員、特攻予備員として倉敷海軍航空隊へ転出
  - 6月30日 - 美保海軍航空隊解隊

予科練教育の凍結を期に、14期・15期は他の部隊に派遣され、解隊を前に美保空から生徒はすべて転出した。空になった美保飛行場は、乙飛行隊の山陰海軍航空隊の作戦基地として充てられたが、本土決戦を迎えることなく終戦となった。

### 主要機種
機上練習機各種。

### 歴代司令
- 高橋俊策（昭和18年10月1日 - ）
- 釜田勇（昭和19年6月21日 - ）
- 山崎義（昭和20年2月14日－昭和20年6月30日解隊）

## 第二美保海軍航空隊
甲飛第12期以前の予科練生の訓練に充てるべく、昭和19年より開かれた。美保空卒業生は甲飛13期に限定されるため、美保飛行場で訓練を完了できたのは彼らだけである。
- 1944年（昭和19年）
  - 1月15日 - 開隊。第十二連合航空隊に編入
  - 3月15日 - 峰山分遣隊発足
  - 4月1日 - 美保を原隊とする第一〇八一海軍航空隊が開隊
  - 7月25日 - 飛練第40期入隊
- 1945年（昭和20年）
  - 2月1日 - 全機（練習機54機）柳本に出発
  - 2月11日 - 解隊。全部隊は奈良県柳本飛行場に転出

昭和20年に入ると、美保飛行場は実施部隊の駐留が相次ぎ、初歩練習・中間練習が困難となっていた。柳本飛行場の造成が進行したことから、練習隊は美保飛行場を明け渡して柳本に転出した。これを機に、峰山分遣隊は姫路海軍航空隊に委譲された。

### 主要機種
- 九三式中間練習機
- 機上練習機各種。

### 歴代司令
- 高橋俊策（昭和18年10月1日 - ）
- 以降不明

## 大和海軍航空隊
昭和18年頃より予備工事が始まり、19年から近隣の勤労奉仕や朝鮮人を動員して急速設営された柳本飛行場で開かれた。開隊に先立って、要員は空路で柳本に到着している。本土決戦時に紀伊半島への上陸を警戒した海軍は、第三航空艦隊司令部を柳本に進出する計画を持っていたといわれる。
- 昭和20年（1945年）

2月11日　開隊。第十一連合航空隊に編入。
5月5日　十一連空解散、第十三航空戦隊に転籍。
終戦後解隊。
7月には柳本に戦闘機隊が進出し、乙飛行隊の近畿海軍航空隊司令部が置かれるなど、柳本は増強の一途をたどっていた。大和空の訓練も特攻主体となっており、稼動するわずかな機体は特攻用に温存される状況の中で終戦を迎えた。三航艦に続き、大本営海軍部の進出計画もあったといわれる。

### 主要機種
- 九三式中間練習機
- 機上練習機各種。

### 歴代司令
- 内田市太郎（昭和20年2月11日－終戦後解隊）

## 戦後の美保飛行場・柳本飛行場
美保飛行場は、米軍の駐留の後、昭和33年に返還された。昭和30年より航空自衛隊が駐留しており、現在、防衛庁管轄の飛行場であるが、（米軍の駐留中から）民間航空にも開放され、「米子空港」（または「美保空港」）の通称で利用されている。
一方、柳本飛行場は米軍の接収が終了すると農地に戻された。土地改良によって痕跡は薄れてはいるが、防空壕などの付帯設備の残骸が周辺各地にも残っている。